# Gerakowie (film 1958)
Matriarchat (tyt. oryg. Гераците) – bułgarski film fabularny z roku 1958 w reżyserii Antona Marinowicza, oparty na krótkiej powieści Elina Pelina pod tym samym tytułem (zob. Gerakowie).
Schyłek XIX wieku. Jordan Gerak jest najbogatszym gospodarzem we wsi. Wraz z żoną i rodzinami swych synów, Petyra i Bożana, mieszkają razem tworząc wielką rodzinę. Wraz z nimi mieszka także Ełka, żona najmłodszego syna, Pawła, który rozpoczął karierę wojskową i mieszka w mieście. Symbolem jedności całej rodziny jest stuletnia sosna, rosnąca pośrodku podwórza. Idylla kończy się wraz ze śmiercią żony Jordana Geraka, baby Margi. Na jej pogrzeb przyjeżdża Paweł. Ełka zachodzi w ciążę a Paweł wyjeżdżając obiecuje, że wróci przed narodzinami dziecka. Najstarszy syn, Boża, dąży do podziału majątku, Petyr zaś zaczyna zaglądać do kieliszka. Paweł przyjeżdża do domu dopiero po kilku latach, by prosić ojca o pożyczkę. W tym czasie jego syn, Zacharinczo, rośnie pod opieką matki i dziadka.  

## Obsada
- Georgi Stamatow — Jordan Gerak
- Iwan Dimow — Margałak
- Marija Szopowa — baba Marga
- Stefan Pejczew — Bożan
- Iwan Tonew — Petyr
- Ganczo Ganczew — Paweł
- Angelina Sarowa — Ełka
- Kunka Bajewa — żona Bożana
- Wiara Kowaczewa — żona Petyra
- Cwetolub Rakowski — Zacharinczo
- Iwan Bratanow — Iło
- Stefan Petrow — wójt
- Nikoła Dadow — Nako